# Iridodial
L'iridodial est un iridoïde de formule C10H16O2. Il est synthétisé par l'enzyme iridoïde synthase (IS) à partir du 8-oxogéranial. L'iridodial est un substrat de l'enzyme iridoïde oxydase (IO) qui produit l'acide 7-désoxyloganétique.